# 德·杜米埃-史密斯的蓝色时期
《德·杜米埃-史密斯的蓝色时期》（英語：De Daumier-Smith's Blue Period）是美国作家J.D.塞林格创作的短篇小说，1952年5月首次发表于伦敦的《World Review》杂志。 向《纽约客》杂志的投稿在1952年11月被拒， 因为该杂志认为这篇小说的篇幅太短，不足以表达塞林格本人复杂的宗教思想。 小说也被收录在1953年的短篇小说集《九故事》中。 

## 情节
故事以第一人称叙事，叙述者是一位名叫“约翰·史密斯”的年轻人，他将此文用以纪念已故的继父“罗伯特·艾加德加尼安”。 
故事时间是1939年，史密斯的母亲去世后，他和继父从巴黎返回纽约，当时的美国正经历大萧条。史密斯与父亲住在一起，“特别遭人厌”的史密斯和“自己活也让别人活”的继父之间的关系十分别扭，就像是漫画“阿方斯，您先请”里的场景。为了摆脱这种尴尬的生活，史密斯申请了位于蒙特利尔的一家美术学校的教员职位，学校名字叫做“古典大师之友（Les Amis des Vieux Maîtres）”，校长是前东京帝国美术学院校长尤索托先生。 
史密斯发送的简历夸大了自己的艺术资历，并谎称自己是奥诺雷·杜米埃的后人、毕加索的密友。他为自己取了个假名“德·杜米埃-史密斯”，而后甚至自己也偶尔分不清虚构与现实。 
“古典大师之友”位于蒙特利尔凡尔登区尤索托先生的公寓内，学校只有三位教师——尤索托先生、尤索托夫人和史密斯。学校采取通讯教学，即通过阅读学生的来信，教师们回信指导美术技法、提出意见。尤索托先生指派给史密斯三位学生，其中两位都被史密斯认为十分差劲，而第三位学生是个修女，名叫艾尔玛，她的作品引起了史密斯的兴趣。带着热情，史密斯为艾尔玛修女回复了一封略带做作的鼓励信。史密斯在信中有关对方行为的建议导致修道院决定停止艾尔玛修女的美术进修。 
这个后果强烈影响了史密斯的心理，进一步导致他的自我孤立。他向美术学校中的其余四位学生寄出信件，贬低他们的作品，并声称他们已被开除。而对艾尔玛修女，他又写下了第二封信件，在信中他警告对方如果没有适当的引导，她的美术天分将不可避免的埋没，他没有寄出这封信。 
在心灵疏离时，史密斯经历了一次超越体验。当时他正透过商店橱窗观看店员摆放木头模特，突然之间视线被光芒掩盖，平凡事物内在的美充斥他的双眼。恢复过来之后，他回到自己的房间，在日记中写道，“我要给艾尔玛修女顺自己命运的轨迹而行的自由。全世界的人都是一个修女（tout le monde est une nonne）。”而后他又给先前的四个学生去信，恢复了他们的学籍。 

## 分析
塞林格看到了彼时美国社会的精神空虚，这篇小说标志着他的写作风格向宗教神秘主义的转变。 故事主角史密斯被描述为一个极其孤僻、与社会疏离的年轻人，他的自恋与自我吹嘘显示出他对内心痛苦的回避。 他在故事末尾经历的精神体验是对上帝存在的顿悟，最终他得以摆脱自我陶醉与厌世情绪。
在史密斯作为美术教员的工作中，前两个学生班比·克雷默和R·霍华德·里奇菲尔德让他的情绪跌到了谷底，而第三个学生，艾尔玛修女给他带来了希望。然而，史密斯为艾尔玛修女寄出的回信却和其它两位学生的作品一样粗劣无力。
自史密斯结识艾尔玛修女的部分开始，塞林格为该小说引入了中心主题：对生活的本能理解与智力知识的对峙。 这标志着史密斯向自我觉醒的迈近。

### 两处顿悟
回信给艾尔玛修女后，史密斯经历了首次“接近神秘主义的体验”。 塞林格的传记作者Kenneth Slawenski 写道：
对自身疏离的首次洞察让史密斯几近崩溃。黄昏时史密斯走过一家商店，玻璃橱窗后明亮的灯光吸引了他的注意。当他注视着其中的展品——戴着削价疝气带的没画眼睛的木头模特偶像——他突然感到一股沮丧。在一瞬间，史密斯的自我骤然脱离，他因此认识到自己的疏离和精神的无知，因为他并未将自己与真正的艺术，或真正的生活所需的神圣灵感相联系。他的艺术已被自我污染。
为逃避这种惊异，史密斯选择沉湎于自我优越的幻想，他想象自己艾尔玛修女的浪漫相遇。 

史密斯的第二次顿悟也在同一位置。当时一位女店员正在摆放木头模特，她注意到史密斯正盯着自己看时因惊吓而摔倒，起身后带着尊严继续自己的工作。女店员对应艾尔玛修女，而她简单的工作正是艾尔玛修女面对上帝真诚奉献的写照。 塞林格描述了史密斯的顿悟时刻：
突然……太阳升起，以每秒九千三百万英里的速度朝我的鼻梁飞来。我什么都看不见了，而且惊慌失措——我只得将手按在玻璃上以保持身体平衡。这样的情况只持续了几秒钟。等我视觉恢复，那女子已离开橱窗，只留下一地闪闪发光的精致、显得格外圣洁的瓷漆假花。
Slawenski 认为这是整篇故事中最关键的一段，它揭示了“上帝的存在”，并显示出塞林格作品中的禅宗主题。

### 脚注
1. ↑  . salinger.org.   [2022-08-28]. （原始内容存档于2022-08-28）.
2. ↑  Slawenski 2010，第222, 227, 240頁.
3. 1 2  Slawenski 2010，第222頁.
4. 1 2  Slawenski 2010，第226頁.
5. 1 2  Slawenski 2010，第224頁.
6. 1 2  Slawenski 2010，第227頁.
7. 1 2  Slawenski 2010，第225頁.
8. ↑  Slawenski 2010，第223, 225頁.
9. ↑  J.D.塞林格. . 由李, 文俊; 何, 上峰翻译. 北京: 人民文学出版社. 2010. ISBN 978-7-02-007994-0. OCLC 678951582.